# Піонерське (Чечня)
Піонерське (рос. Пионерское) — село у Шатойському районі Чечні Російської Федерації.
Населення становить 304 особи. Входить до складу муніципального утворення Чишкинське сільське поселення.

## Історія
Згідно із законом від 20 лютого 2009 року органом місцевого самоврядування є Чишкинське сільське поселення.

## Населення
| 1990 | 2002 | 2010 |
| ---- | ---- | ---- |
| 375  | ↘176 | ↗304 |